# Rosalie Rayner
Rosalie Rayner (Baltimore, 25 de septiembre de 1898-Norwalk, 18 de junio de 1935) fue la ayudante del psicólogo estadounidense John B. Watson en la Universidad Johns Hopkins, junto con el cual realizó el controvertido experimento de condicionamiento del miedo, con un niño de 11 meses que ha pasado a la historia de la psicología con el nombre de Pequeño Albert.
Mantuvo una relación afectiva con el psicólogo fundador del conductismo que condujo al abandono por parte de este de su cátedra en la citada universidad en 1920.
En aquella época, él tenía 42 años y ella 20. Juntos tuvieron 2 hijos: James y William. Rayner murió en Norwalk, Estados Unidos el 18 de junio de 1935 con tan solo treinta y seis años de edad, tras adquirir disentería por consumir una fruta contaminada. Años después, sus dos hijos sufrieron depresión por la muerte de su madre, y ambos intentaron suicidarse, solo lográndolo William.